# ヒカリ (Tiaraの曲)
「ヒカリ」は、日本の歌手Tiaraが2010年8月18日に日本クラウンよりリリースした4枚目のシングル。

## 曲と歌詞
「ヒカリ」は、混沌とした世の中に希望のヒカリを照らしたい、との想いから制作された応援ソング。
「もう一度だけ」は、Tiaraの作詞作曲。約1年前にリリースしたデビューシングル「さよならをキミに...feat.Spontania」の続編として制作された。1年経って、主人公の心境はどのように変化したのか? デビューシングルの続編として描くことで、当時デビュー曲に共感した皆さんはどのような変化がありましたか? という投げかけをしたかったとのこと。
「Happy Days」は、作詞をプライベートでも親交があるという光永亮太が行っている。

## 収録曲
1. ヒカリ
作詞：Tiara、作曲&編曲&プロデュース：YANAGIMAN
2. もう一度だけ
作詞・作曲：Tiara、編曲：RICKY
3. Happy Days
作詞：光永亮太、作曲&編曲&プロデュース：Fink bro
4. ヒカリ(INSTRUMENTAL)

## タイアップ
- NTV系『ハッピーMusic』8月度オープニング・テーマ